# Municipio de East Polk
El municipio de East Polk (en inglés: East Polk Township) es un municipio ubicado en el condado de Christian en el estado estadounidense de Misuri. En el año 2010 tenía una población de 2217 habitantes y una densidad poblacional de 32,69 personas por km².

## Geografía
El municipio de East Polk se encuentra ubicado en las coordenadas 37°2′32″N 93°31′31″O / 37.04222, -93.52528. Según la Oficina del Censo de los Estados Unidos, el municipio tiene una superficie total de 67.83 km², de la cual 67,72 km² corresponden a tierra firme y (0,16 %) 0,11 km² es agua.

## Demografía
Según el censo de 2010, había 2217 personas residiendo en el municipio de East Polk. La densidad de población era de 32,69 hab./km². De los 2217 habitantes, el municipio de East Polk estaba compuesto por el 97,65 % blancos, el 0,23 % eran afroamericanos, el 0,86 % eran amerindios, el 0,18 % eran asiáticos, el 0,27 % eran de otras razas y el 0,81 % eran de una mezcla de razas. Del total de la población el 0,95 % eran hispanos o latinos de cualquier raza.